# J3 (エンジン)

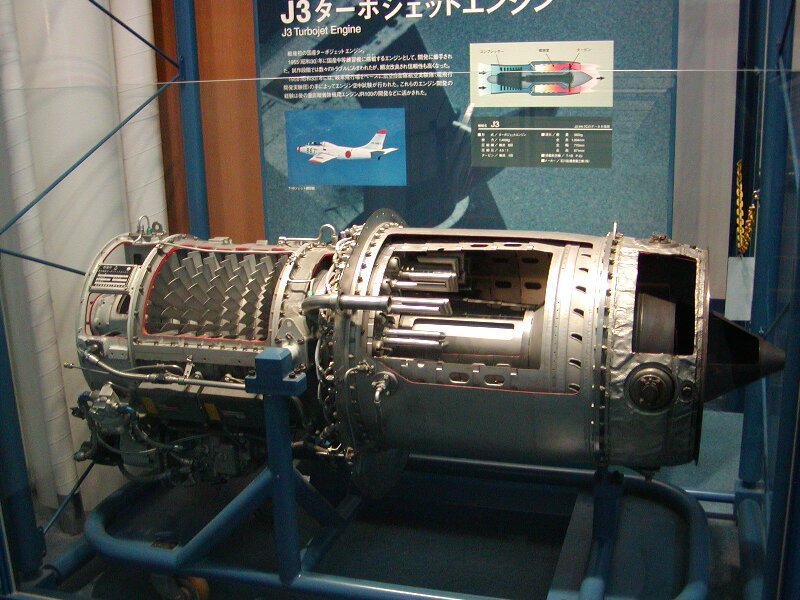
J3のカットモデル

J3とは石川島重工業（現IHI）、富士重工業（現SUBARU）、富士精密工業、三菱重工業、川崎重工業の5社が共同出資して設立した日本ジェットエンジン（NJE）によって開発されたターボジェットエンジン。国内開発の自力飛行するターボジェットエンジンとしては、ネ20に次ぐ国内で2番目のもので、量産化されたものとしては初めてのものである。計247基が生産された。

## 開発経緯

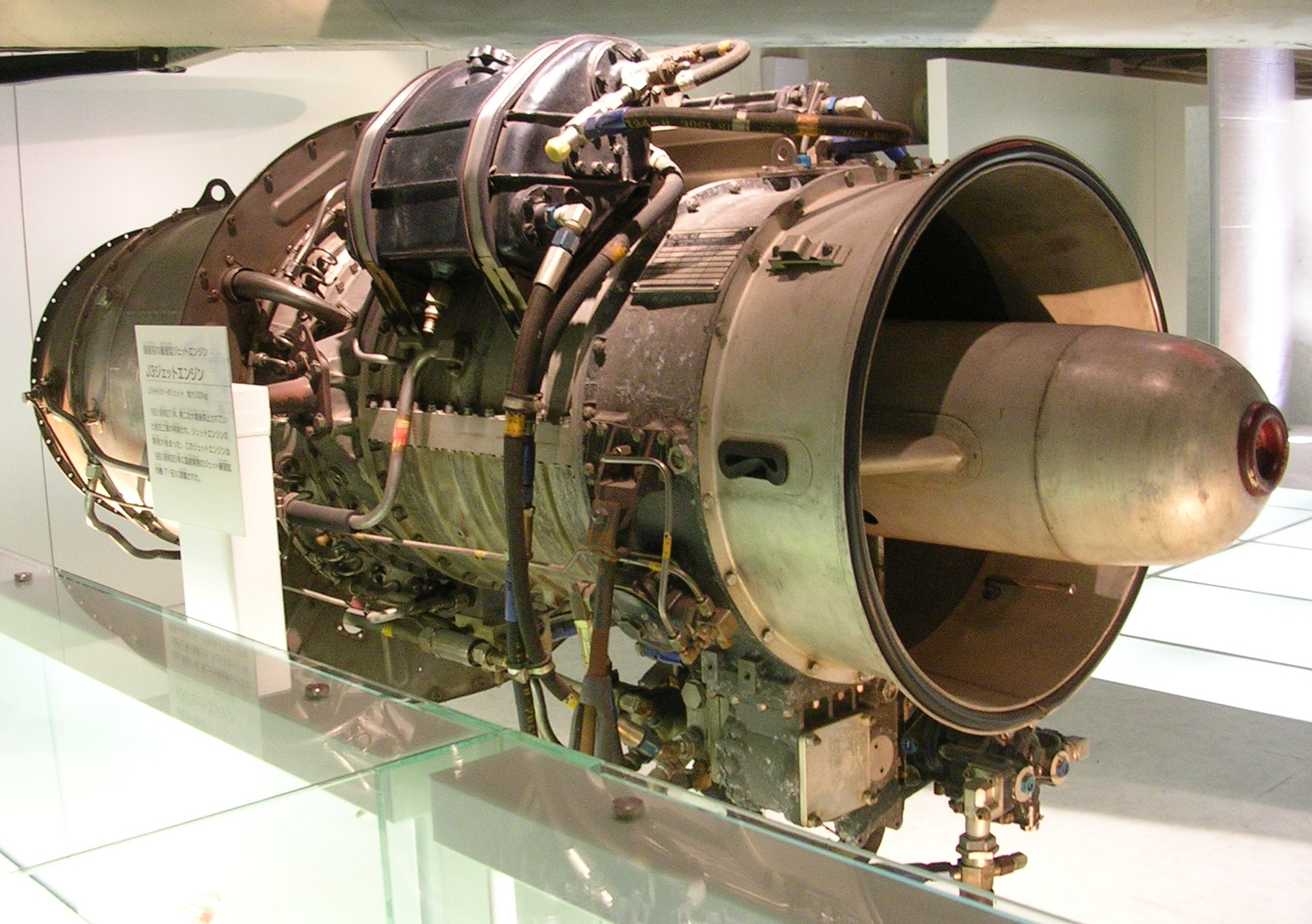
量産されT-1に搭載されたJ3-IHI-3の吸気口側（国立科学博物館に展示されているもの）

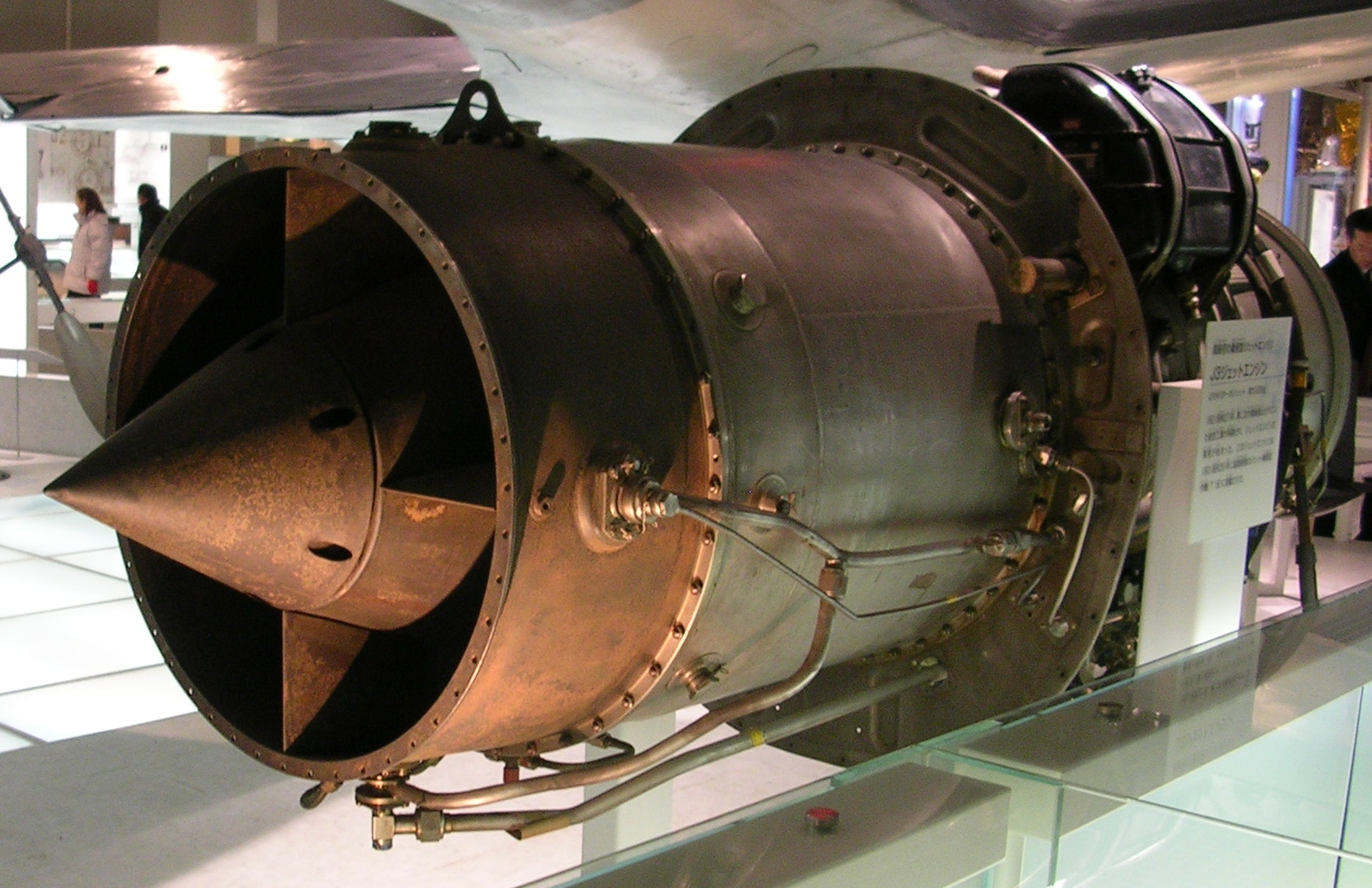
同上J3-IHI-3の排気口側

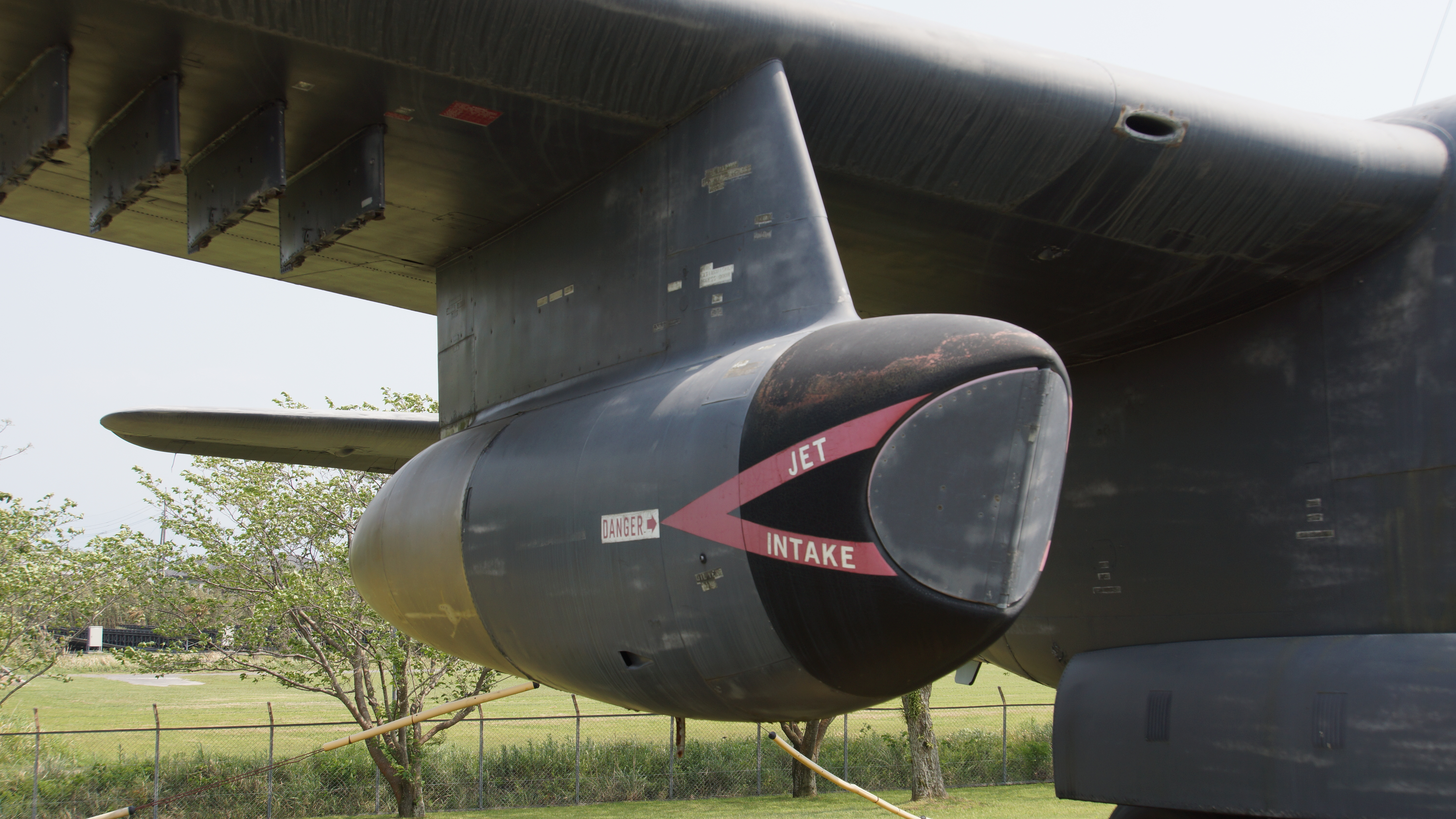
P-2J対潜哨戒機の補助ターボジェットエンジン

日本初のジェット練習機であるT-1 中等練習機は、搭載するターボジェットエンジンもまた国産品であることが、当初から望まれていた。エンジンは機体の開発よりやや先行してオペレーションズ・リサーチが行われ、その過程で1955年（昭和30年）2月に各社のジェット練習機の自主研究のヒアリングが行われた。同年5月にT-1搭載の試作エンジンXJ3へ以下の要求が防衛庁から寄せられた。
- 推力：1,200 kg（離昇）、1,000 kg（連続最大）

- 重量：370 kg

- 燃料消費：1.08（離昇）
- 毎時／推力 1.04（連続最大）

- 推力／重量比：3.3

1955年12月には庁議でエンジン試作が決定し、翌1956年（昭和31年）3月末にNJEと防衛庁でエンジン試作の契約を行った。
エンジンの設計、開発はほぼ順調に進み、6月末には試作1号機（XJ3-3）が完成した。しかし、11月からの試運転では至るところで故障、破壊が相次ぎ、問題は山積みとなった。12月には初号機が防衛庁に納入されたが、庁内でもやはり問題が相次ぎ、使い物になるにはおよそ2年半を費やした。その間、T-1（T1F1）本体はXJ3よりも1年早く開発し出したことから、1957年（昭和32年）に完成しており、J3が使い物にならないため、英ブリストル社製オーフュースを搭載したT1F2が1958年1月19日に初飛行した。
XJ3がまだ一向に量産に至らず、だからといって防衛計画をエンジンの都合でずらせるはずも無かったため、トラブル続きのJ3に待ちきれなくなった防衛庁はオーフュースを輸入して搭載させた。また、同時に完成したとしても、試作機に試作エンジンを載せることは不具合が起きた場合にどちらが原因かわからない、ということも考えられていた。T-1量産第一期の20機には間に合わず、第二期の20機にも間に合わず（これらは試作機6機とあわせてT-1Aとなった）、第三期の20機でようやく量産化できる見込みとなった。
小型エンジン開発にも手間取っている様子から、NJEには途中で通産省の行政指導によって川崎も参加した5社体制になっていたが、その5社の首脳によって1959年（昭和34年）初頭、NJEの今後について話し合いが持たれた。防衛庁がXJ3改めJ3エンジン生産の責任をはっきりさせるため、寄り合い所帯で曖昧になりやすいNJEから一社に集約し、品質やコストを保証していく体制を要求したのである。
J3は防衛庁が50基程度を発注することとしていたが、それはメーカーにとって膨大な赤字が伴うものであった。開発が長引いたために開発費が暴騰し、量産台数が少ないために一基あたりの単価は開発費を上乗せすると非常に高価になるが、ブリストルからの購入を打ち切ってJ3にするためには、性能が落ちる以上、価格が安いから、という理由にしなければ、ブリストル側を納得させることはできなかった。そのためJ3は購入価格が抑えられ、膨大な赤字を出すわけである。
5社によって様々な話し合い、駆け引きが行われたが、結局は石川島重工業に製造権を渡し、各社が協力する、という形で収まった。実質、この時点で4社はJ3に見切りをつけ、ジェットエンジンから手を引いた事になる。年内に開発を正式に引き継いだ石川島重工業は、試作XJ3の各種の試験と改善を行い、量産先行機YJ3-3を1959年7月に完成させた。翌1960年（昭和35年）、播磨造船所と合併した石川島重工業はIHIとなり、同年にYJ3-3をT1F2の試作1号機に搭載（オーフュースから転換）し、T1F1として5月17日に初飛行させた。J3の量産はIHIに引き渡され、NJEは解散した。1961年（昭和36年）に防衛庁によって制式採用され、J3-3となった。
50基を受注したはずのJ3だったが、F-104戦闘機の導入によって教導飛行方針が転換され、T-1の配備数を削減することから、第三期分の20基で生産終了してしまった。IHIはその後もエンジンの改良とともに、国産の燃料管制装置の開発を行い、制御装置を含めて純国産のエンジンJ3-7が1970年（昭和45年）に完成した。これは海上自衛隊のP-2J対潜哨戒機（川崎製）の補助エンジンやT-1Bの換装用として採用された。

## 主要各型解説
J3-3
T-1B用の量産型エンジン（当初）
XJ3-S1〜S3
燃焼器短縮型試作エンジン
XJ3-G
抽気用エンジン、飛行艇用吹き出しフラップの予備実験等の様々な実験に使用された
XJ3-F
アフトファンを装着し試作されたターボファンエンジン
J3-7B
軸流圧縮機が3段に設計変更された推力増大型エンジン、T-1B-10用に量産
J3-7C
P-2J用量産型エンジン、耐食性を向上
J3-7D
P-2J用量産型エンジン、7Cの推力増大型
YJ3-8
推力増大型試作エンジン
XJ3-A/B・I
XJ3-3にアフターバーナーを追加した試作エンジン
YJ3-A/B・II
YJ3-7をベースに、固定ノズルであったXJ3-A/B・Iに対し、F-86D用の可変ノズルを改修し装着した試作エンジン

## 仕様
出典
- 圧縮機：軸流8段圧縮機
- 燃焼器：アニュラー型燃焼器
- タービン：軸流1段タービン

|                        | J3-IHI-3 | J3-IHI-7B | J3-IHI-7C | J3-IHI-7D | オーフュース805 （参考） |
| ---------------------- | -------- | --------- | --------- | --------- | ------------------------ |
| 推力 (kg)              | 1,200    | 1,400     | 1,400     | 1,550     | 1,810                    |
| 燃料消費率 (kg/hr/kgf) | 1.06     | 1.06      | 1.06      | 1.05      | 1.08                     |
| 圧縮比                 | 4.2      | 4.5       | 4.5       | 4.6       | 4.4                      |
| 重量 (kg)              | 405      | 405       | 382       | 382       | 416                      |
| 長さ (mm)              | 2,330    | 2,330     | 2,080     | 2,080     | 2,440                    |
| 幅 (mm)                | 852      | 852       | 770       | 770       | 823                      |
| 高さ (mm)              | 962      |           |           |           |                          |
| 搭載機種               | T-1B     | T-1B      | P-2J      | P-2J      | T-1A                     |